# Édouard Boudin
Édouard Boudin est un homme politique français né le 25 mai 1860 à Vitry-aux-Loges (Loiret) et décédé le 15 juillet 1934 à Mesland (Loir-et-Cher)

## Biographie
Viticulteur et négociant, il est président du tribunal de Commerce de Blois, puis président du conseil général en 1932. Il est sénateur de Loir-et-Cher de 1933 à 1934, inscrit au groupe de la Gauche démocratique.

## Sources
- Ressources relatives à la vie publique :   - base Léonore
  - Sénat
- « Édouard Boudin », dans le Dictionnaire des parlementaires français (1889-1940), sous la direction de Jean Jolly, PUF, 1960 [détail de l’édition]